# Marea foamete din China
Cei trei ani de foamete din China (în chineza simplificată: 三年大饥荒; în chineza tradițională: 三年大饑荒; în pinyin: Sānnián dà jīhuāng) a fost o perioadă cuprinsă între 1958 și 1961, când, datorită politicii dezastruoase a Partidului Comunist Chinez, o mare parte a populației Chinei a fost lovită de flagelul foametei, rezultând (după unele surse) aproape 40 de milioane de morți.
Cifra reală a victimelor nu poate fi cunoscută, deoarece autoritățile comuniste, din motive propagandistice, au încercat să mușamalizeze dezastrul (pe care l-au numit Cei trei ani de dezastre naturale, Cei trei ani dificili), indicând o cifră de numai 15 milioane de victime.